# Majalgaon
Majalgaon, est une ville et un conseil municipal du district de Bid dans l'État indien du Maharashtra. Lors du recensement de l'Inde de 2011, sa population s'élève à 49 453 habitants.